# 斯梅卡里夫卡
51°52′20″N 34°7′7″E / 51.87222°N 34.11861°E
斯梅卡里夫卡（烏克蘭語：Смикарівка）是位於烏克蘭東北部的村莊，由蘇梅州紹斯特卡區的埃斯曼市鎮負責管轄。該村處於斯維薩河右岸，分別距離斯莫利内1公里和斯捷潘尼夫卡2公里，海拔高度177米，2001年人口34。